# La Misión, Victoria
La Misión är en ort i Mexiko.   Den ligger i kommunen Victoria och delstaten Tamaulipas, i den centrala delen av landet, 500 km norr om huvudstaden Mexico City. La Misión ligger 287 meter över havet och antalet invånare är 1 004.
Terrängen runt La Misión är platt åt nordost, men åt sydväst är den kuperad. Runt La Misión är det ganska tätbefolkat, med 207 invånare per kvadratkilometer. Närmaste större samhälle är Ciudad Victoria, 7,3 km söder om La Misión. Runt La Misión är det i huvudsak tätbebyggt.